# ماتياس ساروتي
ماتياس ساروتي (بالإسبانية: Matías Sarraute)‏ هو لاعب كرة قدم أرجنتيني في مركز الوسط، ولد في 1 أكتوبر 1990 في مار دل بلاتا في الأرجنتين. لعب مع نادي أتليتيكو ألدوسيفي.

## وصلات خارجية
- ماتياس ساروتي على موقع قاعدة بيانات كرة القدم.إي يو (الإنجليزية)
- ماتياس ساروتي على موقع Soccerway.com (الإنجليزية)
- ماتياس ساروتي على موقع عالم كرة القدم.نت (الإنجليزية)
- ماتياس ساروتي على موقع AS.com (الإسبانية)